# غونار غرين

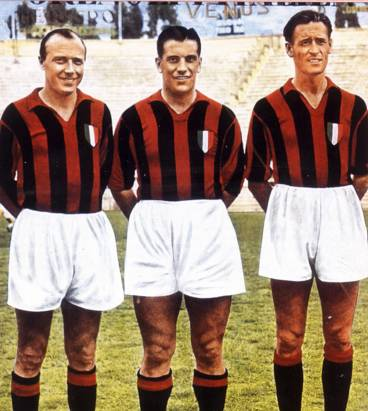
غونار على يسار الصورة

غونار غرين (بالسويدية: Gunnar Gren)‏ (31 أكتوبر 1920 إلى 1 نوفمبر 1991) لاعب كرة قدم سويدي سابق. بدأ مسيرته الكروية في نادي غوتيبورغ السويدي، واستطاع أن يفوز معهم بالعديد من الألقاب، وف عام 1949 انتقل إلى نادي إيه سي ميلان، وقد شكل الضلع الثالث من المثلث السويدي الخطير في إيه سي ميلان المكون من غونار نوردال ونيلس ليدهولم. وقد فاز غرين بالميدالية الذهبية في أولمبياد 1948، وكان مع الفريق المشارك في نهائي كأس العالم 1958 أمام منتخب البرازيل لكرة القدم، وقد لعب مع منتخب السويد لكرة القدم 57 مباراة وسجل فيها 32 هدف.

## مسيرته الكروية
لعب غونار غرين خلال مسيرته الاحترافية مع 7 أندية في خمسة وعشرون موسمًا وسجل خلالها 142 هدف ضمن 465 مباراة. ولم يفز بأي موسم بالكأس وفاز في موسمين بالدوري.
خاض غونار غرين مسيرته مع نادي غايس غوتنبرغ في موسم 1936–37 في المرة الأولى لمدة موسم واحد ثم في عامي 1963-1965 ولمدة موسمين، مشاركًا طوالها في 22 مباراة سجل خلالها هدفين. ثم انتقل إلى Gårda BK ‏ في موسم 1937–38 ليلعب معه أربعة مواسم، حيث شارك في 54 مباراة سجل خلالها 16 هدفًا. لينتقل بعدها إلى نادي غوتبورغ في موسم 1941–42 ليلعب معه ثمانية مواسم، مشاركًا في 168 مباراة سجل خلالها 79 هدفًا. ثم انتقل إلى نادي إيه سي ميلان في موسم 1949–50 ليلعب معه أربعة مواسم، مشاركًا في 133 مباراة سجل خلالها 38 هدفًا. هذا وانتقل لاحقًا إلى نادي فيورنتينا في موسم 1953–54 ولمدة موسمين، مشاركًا في 55 مباراة سجل خلالها 5 أهداف. ثم انتقل بعدها إلى نادي جنوى في موسم 1955–56 لمدة موسم واحد، مشاركًا في 29 مباراة سجل خلالها هدفين. ليعود وينتقل من جديد، لكن هذه المرة إلى نادي أورغريته في موسم 1956–57 واستمر معه طيلة ثلاثة مواسم، مشاركًا في 4 مباريات ولم يسجل أي هدف.

## روابط خارجية
- غونار غرين على موقع IMDb (الإنجليزية)
- غونار غرين على موقع قاعدة بيانات الأفلام السويدية (السويدية)
- غونار غرين على موقع ديسكوغز (الإنجليزية)
- غونار غرين على موقع كينوبويسك (الروسية)
- غونار غرين على موقع الاتحاد الدولي (مؤرشف)  (الإنجليزية)
- غونار غرين على موقع اتحاد السويد (السويدية)
- غونار غرين على موقع قاعدة بيانات كرة القدم.إي يو (الإنجليزية)
- غونار غرين على موقع ناشيونال فوتبول تيمز (الإنجليزية)
- غونار غرين على موقع عالم كرة القدم.نت (الإنجليزية)
- غونار غرين على موقع كووورة
- غونار غرين على موقع أوليمبيديا (الإنجليزية)
- غونار غرين على موقع اللجنة الأولمبية السويدية (السويدية)